# 1731 en architecture
| Années de l'architecture : 1728 - 1729 - 1730 - 1731 - 1732 - 1733 - 1734    |
| Décennies de l'architecture : 1700 - 1710 - 1720 - 1730 - 1740 - 1750 - 1760 |

Cet article présente les faits marquants de l'année 1731 en architecture.

## Réalisations
- Allemagne :
  - Palais Minucci à Munich.
- France : 
  - Hôtel Biron à Paris par Jean Aubert[1].
  - Couvent de la Merci à Paris, par Pierre François Godot.
  - Loges pour aliénés et citerne (ou Grand Puits) de l'Hôpital de Bicêtre, par Germain Boffrand[2].
- Italie : 
  - Basilique de Superga à Turin, œuvre de Filippo Juvarra.

## Événements
- République tchèque : František Maxmilian Kanka achève les travaux de restauration de la basilique Saint-Procope de Třebíč.

## Récompenses
- Prix de Rome : Jean-Baptiste Marteau, premier grand prix ; Pierre-Noël Rousset, deuxième grand prix ; Pierre Coustilié ou Coustillier, troisième grand prix[3].

## Naissances
- 13 janvier : Carl von Gontard, architecte allemand d'origine huguenote française († 23 septembre 1791).
- 14 avril : Laurent-Benoît Dewez, architecte des Pays-Bas autrichiens († 1er novembre 1812).
- 10 mai : Victor Louis, architecte français († 2 juillet 1800).
- 3 août Francesco Valeriano Dellala di Beinasco (it), architecte italien († 2 août 1805).
- 18 septembre : Andrea Giganti, architecte sicilien († 4 novembre 1787).
- 24 octobre : François Cuvilliés le Jeune, architecte et graveur, actif en Bavière († 10 janvier 1777).
- Date précise inconnue : 
  - Raphaël de Lozon, architecte français († 1771).

## Décès
- 4 novembre : Christoph Tausch, architecte et peintre jésuite autrichien (° 25 décembre 1673).